# Sault Falls (St. Lucia)
Die Sault Falls (auch: Errard Falls, Dennery Falls) ist ein Wasserfall auf der Karibikinsel St. Lucia.
Der Wasserfall befindet sich im Osten der Insel im Dennery Quarter am Dennery River. Es gibt keinen befestigten Zugang, der Wasserfall ist jedoch entlang des Flusses leicht zu erreichen.
Der Wasserfall selbst stürzt etwa 15–20 m von einer Klippe und bildet ein Tosbecken, in dem man baden kann.